# Spurs de Kansas City
Maillots
Les Spurs de Kansas City furent une franchise (club de football) du National Professional Soccer League (NPSL) aux États-Unis, créée en 1967  à Chicago par Al Kaczmarek, William Cutler et Michael Butler sous le nom des Spurs Chicago. Après la fusion de la NPSL avec la North American Soccer League en 1968, le club fut contraint de déménager pour laisser la place à l'équipe des Mustangs de Chicago. Ce choix fut surprenant car les Spurs possédaient une équipe tandis que les Mustangs devaient en recruter une. La franchise voulut déménager à Milwaukee. Mais, le propriétaire des Mustangs, Arthur Allyn Jr., signa un contrat avec son équipe de baseball des White Sox de Chicago pour jouer 9 matchs dans leur stade, le Milwaukee County Stadium. Résultat, la franchise déménagea à Kansas City dans le Missouri.
L'équipe évolua au Kansas City Municipal Stadium, le stade de l'équipe de football américain des Kansas City Chiefs. Le club a disparu en 1970.

## Anciens joueurs
- Eric Barber
- Joe Haverty